# Canyon Ceman
Canyon Ceman (Hermosa Beach, 21 juni 1972) is een voormalig Amerikaans volleyballer en beachvolleyballer. In die laatste discipline won hij bij de wereldkampioenschappen in 1997 een zilveren medaille.

## Carrière
Ceman speelde als spelverdeler in de zaal. Hij maakte deel uit van het universiteitsteam van Stanford waarmee hij in 1992 de finale bereikte van de NCAA-kampioenschappen. Daarnaast werd hij tweemaal uitgeroepen tot All-American. In 1992 debuteerde Ceman bovendien als beachvolleyballer in de AVP Tour met David Swatik. Het duo nam deel aan twee toernooien en behaalde een negende plaats in Hermosa Beach. Twee seizoenen later deed Ceman mee aan vijftien AVP-toernooien – waarvan negen met Swatik – met als beste resultaat een vierde plek in San Jose. In 1995 partnerde hij achtereenvolgens met Lee LeGrande, Dan Vrebalovich, Jeff Rodgers en Tim Hovland en Wes Welch. Met Rodgers haalde hij met een tweede plaats in Dallas voor het eerst het podium. Daarnaast debuteerde hij met Hovland in Fortaleza in de FIVB World Tour. Het jaar daarop speelde Ceman in de Amerikaanse competitie voornamelijk met Dain Blanton. Ze namen deel aan zestien toernooien en kwamen daar dertienmaal tot een toptienklassering; in Fort Myers eindigden ze bovendien als tweede en in San Diego als vierde. Internationaal deed hij met Ian Clark deel aan de toernooien in Carolina (vijfde) en Fortaleza (negende) en met Eric Fonoimoana aan het toernooi in Durban (negende).
In februari 1997 kwamen Ceman en Fonoimoana verder uit op de Grand Slam van Rio de Janeiro waar ze als vijfde eindigden. In het nationale circuit was hij wederom voornamelijk actief met Blanton. De twee speelden zeventien wedstrijden samen en boekten daarbij een overwinning (Hermosa Beach), vier derde plaatsen (Fort Myers, Corpus Christi, Cape Cod en Hermosa Beach) en drie vierde plaatsen (Phoenix, Miami en Chicago). Met Clark werd hij eveneens vierde in Grand Haven. Daarnaast deed hij met Mike Whitmarsh mee aan vier toernooien waarbij enkel podiumplaatsen werden behaald: de winst in Belmar, een tweede plaats in Orlando en drie tweede plaatsen in Vail en Minneapolis. Ceman en Whitmarsh namen in Los Angeles verder deel aan de eerste officiële wereldkampioenschappen. Ze bereikten de finale waar het Braziliaanse duo Rogério Ferreira en Guilherme Marques te sterk was, waardoor ze het zilver wonnen. Het daarop seizoen was Ceman achtereenvolgens met Whitmarsh, Clark en Mark Kerins actief op in totaal negentien toernooien in de Amerikaanse competitie. Hij haalde driemaal het podium met een overwinning (Muskegon) en twee derde plaatsen (Las Vegas en Fort Myers). In de World Tour speelde hij een wedstrijd met Clark en een met Adam Jewell.
In 1999 behaalde Ceman met verschillende partners bij tien toernooien in de AVP Tour enkel toptienklasseringen en vier podiumplaatsen. Met Brian Lewis werd hij tweede in Belmar) en derde in Santa Barbara, met Kerins derde in Louisville en met Todd Rogers derde in Cleveland. Op mondiaal niveau nam hij met Jewell deel aan twee wedstrijden. Het jaar daarop kwam hij opeenvolgend uit met Lewis en Whitmarsh. In de binnenlandse competitie deed Ceman in totaal mee aan twaalf toernooien waarbij hij niet lager eindigde dan de vierde plaats. Hij boekte twee overwinningen (Huntington Beach en Belmar), behaalde twee tweede (Delray Beach en Manhattan Beach) en drie derde plaatsen (Santa Cruz, Hermosa Beach en Virginia Beach) en eindigde daarnaast vijf keer als vierde (Chicago, Santa Barbara, Muskegon, Seal Beach en Las Vegas). Daarnaast nam hij met Lewis deel aan het FIVB-toernooi van Chicago.
Vervolgens vormde Ceman tot en met 2004 een vast team met Whitmarsh. In 2001 waren ze in eigen land actief op zeven toernooien waarbij ze tot vijf podiumplaatsen kwamen; ze werden tweede in Huntington Beach en Muskegon en derde in Belmar, Santa Barbara en Manhattan Beach. Het daaropvolgende seizoen speelden ze zeven wedstrijden in de AVP Tour. Het duo behaalde de winst in Belmar en werd driemaal tweede (Huntington Beach, Manhattan Beach en Las Vegas). In 2003 namen ze deel aan zeven toernooien in het nationale circuit met een overwinning in Tempe als beste resultaat. Verder eindigden ze in Chicago als tweede en in Fort Lauderdale en Manhattan Beach als derde. Internationaal nam het duo deel aan twee toernooien waarbij een derde plaats in Los Angeles werd behaald. Daarnaast speelde Ceman een AVP-toernooi met LeGrande. Het jaar daarop deden Ceman en Whitmarsh mee aan zes toernooien in de Amerikaanse competitie met een derde plaats in San Diego als beste resultaat. Daarnaast nam hij deel aan twee toernooien met Eli Fairfield. In de World Tour was Ceman op zijn drie laatste internationale toernooien actief met Matt Fuerbringer met een negende plaats in Gstaad als beste resultaat.
In 2005 speelde Ceman drie toernooien met Jason Lee, waarna hij voor de rest van het seizoen een team vormde met Chad Turner. In negen wedstrijden kwam het duo tot een vijfde plaats in Boulder. Het jaar daarop partnerde hij met Matt Olson. Het tweetal nam deel aan dertien toernooien en bereikte daarbij een vijfde (Chicago) en twee zevende plaatsen (Hermosa Beach en Brooklyn). In 2007 was Ceman met vijf verschillende partners – Blanton, Turner, Paul Baxter, José Loiola en Bill Strickland – actief op vijftien toernooien waarbij hij tot twee zevende plaatsen kwam (Tampa en Boston). Het daaropvolgende seizoen deed hij mee aan tien toernooien – waarvan zeven met Casey Patterson – met een negende plaats in Long Beach als beste resultaat. In 2009 speelde Ceman met Brent Dobble zijn laatste twee wedstrijden in de AVP Tour. Na zijn carrière als beachvolleyballer ging Ceman aan de slag als financieel directeur bij de AVP tot 2010. Vervolgens was hij van 2012 tot en met 2021 hoofd talentontwikkeling bij de WWE waar hij onder meer verantwoordelijk was voor NXT en het scouten van talent overzag bij sportevenementen als de NCAA-worstelkampioenschappen en de Sterkste Man van de Wereld-wedstrijden.

## Palmares
Kampioenschappen
- 1997:  WK

FIVB World Tour
- 2003:  Grand Slam Los Angeles

## Persoonlijk
Ceman heeft gestudeerd aan Stanford en behaalde later een MBA met een focus op ondernemerschap en financiën aan de UCLA. Hij is getrouwd en heeft twee kinderen.